# Dallas Wings 2017
La stagione 2017 delle Dallas Wings fu la 20ª nella WNBA per la franchigia.
Le Dallas Wings arrivarono quarte nella Western Conference con un record di 16-18. Nei play-off persero al primo turno con le Washington Mystics (1-0).

## Roster
| N° | Naz.                   | Ruolo | Sportivo          | Anno | Alt. | Peso |
| -- | ---------------------- | ----- | ----------------- | ---- | ---- | ---- |
| 3  | Stati Uniti (bandiera) | C     | Courtney Paris    | 1987 | 193  | 113  |
| 4  | Stati Uniti (bandiera) | G     | Skylar Diggins    | 1990 | 175  | 66   |
| 6  | Stati Uniti (bandiera) | A     | Kayla Thornton    | 1992 | 185  | 86   |
| 9  | Nigeria (bandiera)     | A     | Evelyn Akhator    | 1995 | 191  | 82   |
| 10 | Stati Uniti (bandiera) | G     | Kaela Davis       | 1995 | 188  | 77   |
| 12 | Stati Uniti (bandiera) | G     | Saniya Chong      | 1994 | 173  | 64   |
| 13 | Stati Uniti (bandiera) | GA    | Karima Christmas  | 1989 | 183  | 82   |
| 15 | Stati Uniti (bandiera) | G     | Allisha Gray      | 1992 | 185  | 76   |
| 22 | Stati Uniti (bandiera) | C     | Breanna Lewis     | 1994 | 196  | 93   |
| 23 | Stati Uniti (bandiera) | A     | Aerial Powers     | 1994 | 183  | 71   |
| 25 | Stati Uniti (bandiera) | A     | Glory Johnson     | 1990 | 191  | 77   |
| 55 | Stati Uniti (bandiera) | A     | Theresa Plaisance | 1992 | 196  | 91   |

## Staff tecnico
- Allenatore: Fred Williams
- Vice-allenatori: Bridget Pettis, Taj McWilliams
- Preparatore atletico: Allison Russell